# 泰伯 (伊利諾伊州)
泰伯（英語：Tabor）是位於美國伊利諾伊州德威特縣的一個非建制地區。該地的面積和人口皆未知。

## 地理
塔博爾的座標為40°10′50″N 89°08′05″W / 40.18056°N 89.13472°W，而該地的平均海拔高度為204米（即669英尺）。